# Пит Хейн
Пит Хейн (на датски: Piet Hein) е датски поет, дизайнер, изобретател и математик. Хейн е автор на много различни дизайнерски мебели, настолни игри, осветителни тела и други домашни потреби. Движеща сила в дизайните му е любовта му към математиката и те притежават чиста симетрия и много специфични геометрични фигури като суперелипсата.

## Биография
Хейн е роден в Копенхаген през 1905 година в заможно, добре образовано семейство. Баща му е инженер, а майка му – очен лекар. Домът им често е посещаван от хора на изкуството и науката, сред които физика Нилс Бор, с когото Хейн завръзва приятелство за цял живот. Друга честа гостенка е братовчедката на майката на Хейн, актрисата Карен Бликсен.
На 19-годишна възраст Хейн напуска математическото училище към копенхагенския колеж „Метрополитен“, за да продължи обучението си в частно училище по изкуствата. Скоро обаче напуска и това училище, за да замине за Стокхолм да следва в Шведската кралска академия за изящни изкуства. Незавършвайки и това си следване, Хейн се връща в Дания, за да запише философия и теоретична физика в Института по теоретична физика към Копенхагенския университет (институтът по-късно е наречен на името на Бор) и в Техническия университет на Копенхаген. За пореден път не завършва обучението си. В нито един от случаите обаче причината не е, че Хейн не се справя с ученето, а защото постоянно търси ново и различно предизвикателство.
Като поет Хейн е автор на над 7000 кратки стихчета, наречени от него „грук“. Груковете, написани основно на датски, но в някои случаи и на английски език, представляват мъдри мисли в поетична форма. Често груковете на Хейн са иронични или сатирични, съчетаващи радост и тъга, в някои случаи Хейн ги илюстрира със собствените си рисунки. При все че Хейн пише първите си грук-стихове през 1930-те, те получават известност и разпространение едва след окупацията на Дания от нацистите през април 1940 година. Тогава Хейн започва да публикува в ежедневника Politiken, като стихчетата, които изпраща, са окуражителни за датчаните и често съдържат закодирани послания за пасивна съпротива на нацистките окупатори. Тънката им ирония и специфичния за датчаните хумор е причината те да не бъдат разбирани и спирани от иначе строгата нацистка цензура. Хейн обаче не публикува с истинското си име, а ги изпраща под псевдонима Kumbel Kumbell (в превод „надгробен камък“).
Един от публикуваните по време на войната стихове на Хейн е метафора на запазването на националната чест:
| „ |  | CONSOLATION GROOK Losing one glove is certainly painful, but nothing compared to the pain, of losing one, throwing away the other, and finding the first one again. |  | ГРУК ЗА УТЕХАТА Да загубиш една ръкавица определено боли, но е нищо в сравнение с болката да загубиш едната, да изхвърлиш и другата и да откриеш първата отново. |  | “ |

Като математик Пит Хейн основно се занимава с настолни игри с математически характер. Най-известната игра, която Хейн предлага, е Hex, която Хейн оригинално нарича Polygon, но той измисля и други като Tangloids, Morra, Polytaire, TacTix, Nimbi, Qrazy Qube, Pyramystery. Известен е и предложеният от Хейн пъзел Soma Cube – 3D пъзел за нареждане под формата на куб, популяризиран през 1970-те години от математиците Мартин Гарднър и Джон Хортън Конуей. Хейн измисля куба през 1933 година по време на лекция по квантова механика на Вернер Хайзенберг и го патентова през 1934 година, а за първи път през 1969 година компанията Паркър Брадърс го произвежда комерсиално.
Другият му сериозен принос е в измислянето на геометричната фигура суперелипса през 1959 година. Фигурата намира практическо приложение при решаването на проблем с трафика при пресичането на две големи пътни отсечки в Стокхолм в „кръгово движение“ с формата на суперелипса. Впоследствие фигурата намира приложение както в много образци на шведската и скандинавската архитектура, така и в дизайна на много мебели и домашни потреби, които Хейн изготвя.
Хейн продължава да се занимава с иновации през останалата част от живота си. За делото си през 1972 година му е присъден почетен докторат от Йейлския университет.